# Condizione della donna in Austria

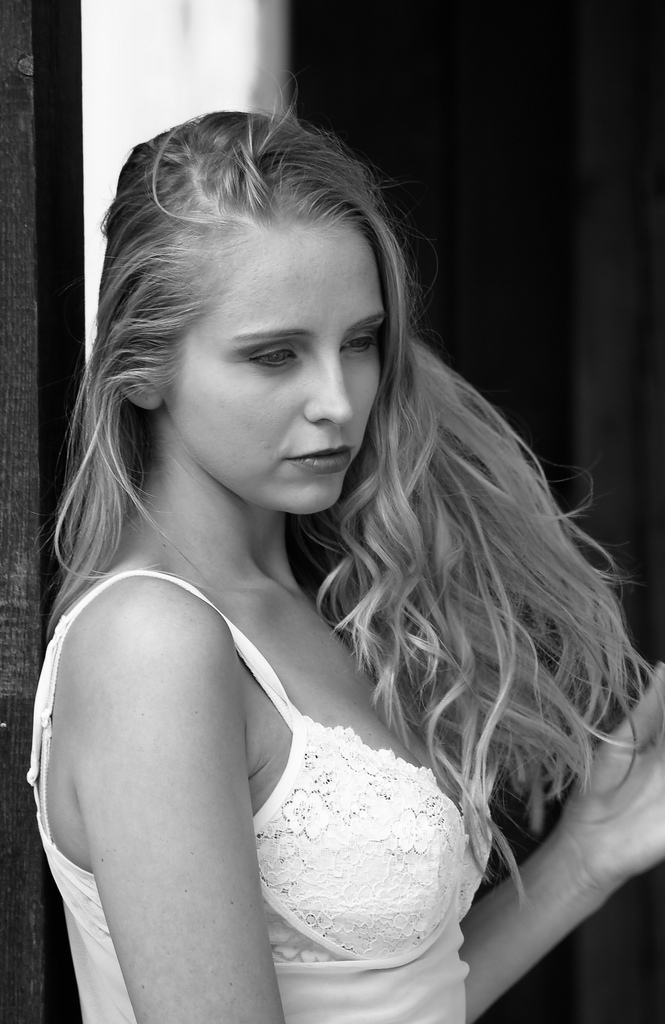
Una giovane donna austriaca (2007).

La posizione giuridica delle donne in Austria è notevolmente migliorata a partire dalla metà degli anni '70. Per quanto concerne i diritti delle donne la priorità in Austria si basa sulla parità di trattamento di entrambi i generi, piuttosto che nell'avere solo nominalmente uguali diritti; in tal modo le donne austriache beneficiano del tentativo governativo di compensare la disuguaglianza negli oneri di genere.
Tuttavia il concetto di ruoli tradizionali, influenzato dalla millenaria storia del paese, è ancora prevalente nella società. Il Gender Inequality Index
per il 2015 era pari a 0,078, mentre il Global Gender Gap Report per il 2016 era pari a 0,716.
Second il Global Gender Gap Report 2019 l'Austria occupa la 34ª posizione su 153 Paesi analizzati con un punteggio di 0,744 su 1,000 (2006 posizione 27ª con punteggio di 0,699 su 1,000). La forza lavorativa delle donne è del 71,8%. La percentuale di donne austriache alfabetizzate è del 99%; la percentuale delle donne austriache che hanno completato gli studi primari, secondari e terziari è rispettivamente del 89,7%, 87,1% e del 92,5%. Il 37% dei Parlamentari sono donne, mentre il 38,5% dei ministri sono donne. L'età media delle donne quando mettono al mondo un figlio è di 30,6 anni con una media di 1,53 figli a donna

## Suffragio
Il suffragio femminile è stato concesso nel 1919, dopo la caduta della monarchia asburgica.

## Matrimonio e vita familiare
Come in altri paesi europei il matrimonio era tradizionalmente basato sull'autorità legale del marito nei confronti della moglie. Fino al termine degli anni '70 i diritti delle donne sposate erano legalmente limitati. L'Austria fu anche uno degli ultimi paesi occidentali ad aver decriminalizzato l'adulterio, nel 1997.
Negli ultimi anni sono emersi modi nuovi di vita all'interno della società, con una crescita esponenziale della convivenza, in quanto sempre più giovani mettono in discussione i ruoli tradizionali. Nell'ambito dell'"European Values Study" (EVS) del 2008 la percentuale di intervistati austriaci che concordavano con l'affermazione che il matrimonio è un'istituzione obsoleta è stata del 30,5%, mentre dal 2012 il 41,5% dei bambini è nato al di fuori dell'istituto matrimoniale.
Il tasso di fertilità totale è di 1,46 figli per donna (a partire dal 2015), che si trova al di sotto del taso di sostituzione generazionale fissato a 2,1 figli per donna.

## Occupazione
La maggior parte delle donne austriache sono impegnate in un'attività lavorativa, ma molte soltanto con un contratto di lavoro a tempo parziale. Nell'Unione europea solamente i Paesi Bassi hanno più donne che lavorano par-time. Come in altre aree europee di lingua tedesca le norme sociali in materia di ruolo di genere sono abbastanza conservatrici.
Nel 2011 Jose Manuel Barroso, all'epoca presidente della Commissione europea, ebbe a dichiarare che «la Germania, ma anche l'Austria e i Paesi Bassi, dovrebbero esaminare l'esempio dato dai paesi nordici […] il che significa eliminare gli ostacoli per le donne, i lavoratori più anziani, gli stranieri e i cercatori di posti di lavoro poco qualificati per facilitarli ad entrare nella forza lavoro».

## Figure importanti
- Erika Abels d'Albert (1896-1975), pittore e grafico
- Soshana Afroyim (nata nel 1927), pittrice
- Maria Bach (1896-1978), pittrice
- Isabel Czerwenka-Wenkstetten (nata nel 1969), artista visiva
- Gerti Deutsch (1908-1979), fotografa
- Ursula Endlicher, lavora nel campo della multimedialità
- Valie Export (nata nel 1940), artista di video e performance
- Marina Faust, fotografa
- Eva Grubinger, artista di installazione
- Nilbar Gures (nata nel 1977), lavora nel campo della multimedialità
- Karin Hannak (nata nel 1940), lavora nel campo della multimedialità
- Dora Kallmus (1881-1963), fotografa
- Ernestine von Kirchsberg (1857-1924), pittrice
- Kiki Kogelnik (1935-1997), pittrice, scultrice e produttrice di lavori a stampa
- Sacha Kolin (1911-1981), pittrice
- Edith Kramer (1916-2014), pittrice e terapista d'arte
- Elke Krystufek (nata nel 1970), artista concettuale
- Felicitas Kuhn (nata nel 1926), illustratrice
- Maria Lassnig (1919-2014), pittrice
- Roberta Lima (nata nel 1974), artista di video e performance
- Marianne Maderna (nata nel 1944), scultrice e illustratrice
- Anna Mahler (1904-1988), scultrice
- Inge Morath (1923-2002), fotografa
- Ulrike Müller (nata nel 1971), artista di media misti
- Martina Pippal (nata nel 1957), pittrice, scultrice e storica d'arte
- Elise Ransonnet-Villez (1843-1899), pittrice
- Barbara Rapp (nata nel 1972), artista multimediale
- Lily Renée (nata nel 1925), illustratrice e scrittrice
- Lucie Rie (1902-1995), vasaia
- Karin Schäfer (nata 1963), artista del mondo dello spettacolo
- Martina Schettina (nata nel 1961), artista di media misti
- Lene Schneider-Kainer (1885-1971), pittrice
- Barbara Schurz (nata nel 1973), artista di spettacolo e scrittrice
- Rosa Schweninger (1849-1918), pittrice
- Deborah Sengl (nata nel 1974), pittrice e scultrice
- Martina Steckholzer (nata nel 1974), artista
- Ceija Stojka (1933-2013), pittrice, scrittrice e musicista
- Marianne Stokes (1855-1927), pittrice
- Hede von Trapp (1877-1947), pittrice, illustratrice e poetessa
- Edith Tudor-Hart (1908-1973), fotografa e spia
- Esin Turan (nata nel 1970), scultrice e pittrice
- Carola Unterberger-Probst (nata nel 1978), artista nei nuovi media e filosofa
- Susanne Wenger (1915-2009), pittrice e scultrice
- Olga Wisinger-Florian (1844-1926), pittrice
- Lisbeth Zwerger (nata nel 1954), illustratrice